# Sofia Eriksson
Sofia Eriksson (* 11. Mai 1979 in Stockholm) ist eine ehemalige schwedische Fußballnationalspielerin.

## Karriere

### Vereine
Eriksson begann im Alter von zehn Jahren für die in Betsele ansässige Betsele IF mit dem Fußballspielen. Zehn Jahre später war sie Spielerin der Umeå IK damfotboll, für die sie in den Spielzeiten 2000 bis 2004 aktiv gewesen ist und je dreimal die Meisterschaft und den nationalen Vereinspokal gewann. Auf internationaler Vereinsebene nahm sie an der zweiten und dritten Austragung des von der UEFA organisierten Wettbewerbs um den Women’s Cup teil und ging mit ihrer Mannschaft jeweils als Sieger daraus hervor.
Im Alter von 26 Jahren kehrte sie im Jahr 2005 nach Betsele zurück und spielte ein zweites und drittes Mal – bis ins Jahr 2016 – für die Betsele IF, unterbrochen im Jahr 2013, als sie sich bei den Senioren der Lycksele IF versuchte.

### Nationalmannschaft
Nachdem sie für die Nachwuchsnationalmannschaften des SvFF in den Altersklassen U16 und U18 in insgesamt neun Länderspielen zum Einsatz gekommen war, wurde sie in einem Zeitraum von vier Jahren elfmal in der U21-Nationalmannschaft eingesetzt.
Mit der U18-Nationalmannschaft nahm sie an der Premiere der Europameisterschaft 1998 teil. In der Finalrunde bestritt sie die beiden Viertel- und Halbfinalspiele gegen die Auswahlen Italiens und Frankreichs. Beim 4:0-Sieg im Viertelfinalrückspiel gegen die Auswahl Italiens gelang ihr mit dem Treffer zum Endstand ihr erstes Länderspieltor.
Für die A-Nationalmannschaft debütierte sie am 13. Mai 2001 bei der 1:3-Niederlage im Freundschaftsspiel gegen die A-Nationalmannschaft Norwegens im Sandnes Idrettspark; sie wurde in der 83. Minute für Sara Larsson eingewechselt.
Im selben Jahr gehörte sie dem Kader für die vom 23. Juni bis zum 7. Juli 2001 in Deutschland ausgetragene Europameisterschaft an. Sie bestritt das zweite und dritte Spiel der Gruppe A gegen die Nationalmannschaften Englands (4:0) und Russlands (1:0) sowie das am 4. Juli 2001 im Ulmer Donaustadion mit 1:0 gewonnene Halbfinale gegen die Nationalmannschaft Dänemarks. Das erste Gruppenspiel und das mit 0:1 nach Golden Goal verlorene Finale, jeweils gegen die Nationalmannschaft Deutschlands, bestritt sie nicht. In der Begegnung mit Nationalmannschaft Englands erzielte sie ihr einziges A-Länderspieltor mit dem Treffer zum Endstand in der 80. Minute.

## Erfolge
Nationalmannschaft
- Finalist Europameisterschaft 2001
- Halbfinalist U18-Europameisterschaft 1998

Umeå IK damfotboll
- Women’s Cup-Sieger 2003, 2004
- Schwedischer Meister 2000, 2001, 2002
- Schwedischer Pokal-Sieger 2001, 2002, 2003